# Пьяцца-дель-Пополо

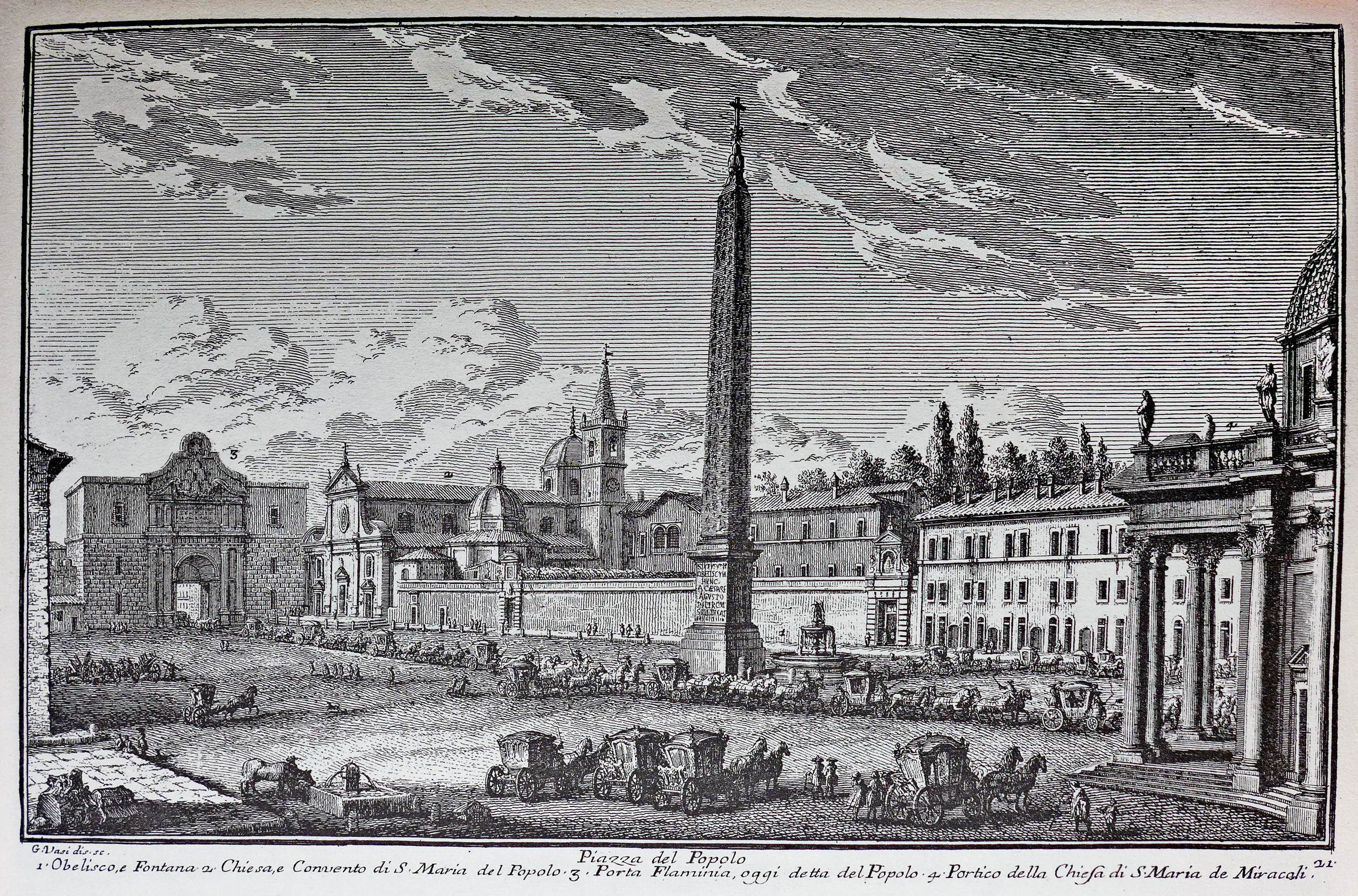
Пьяцца-дель-Пополо в 1752 году

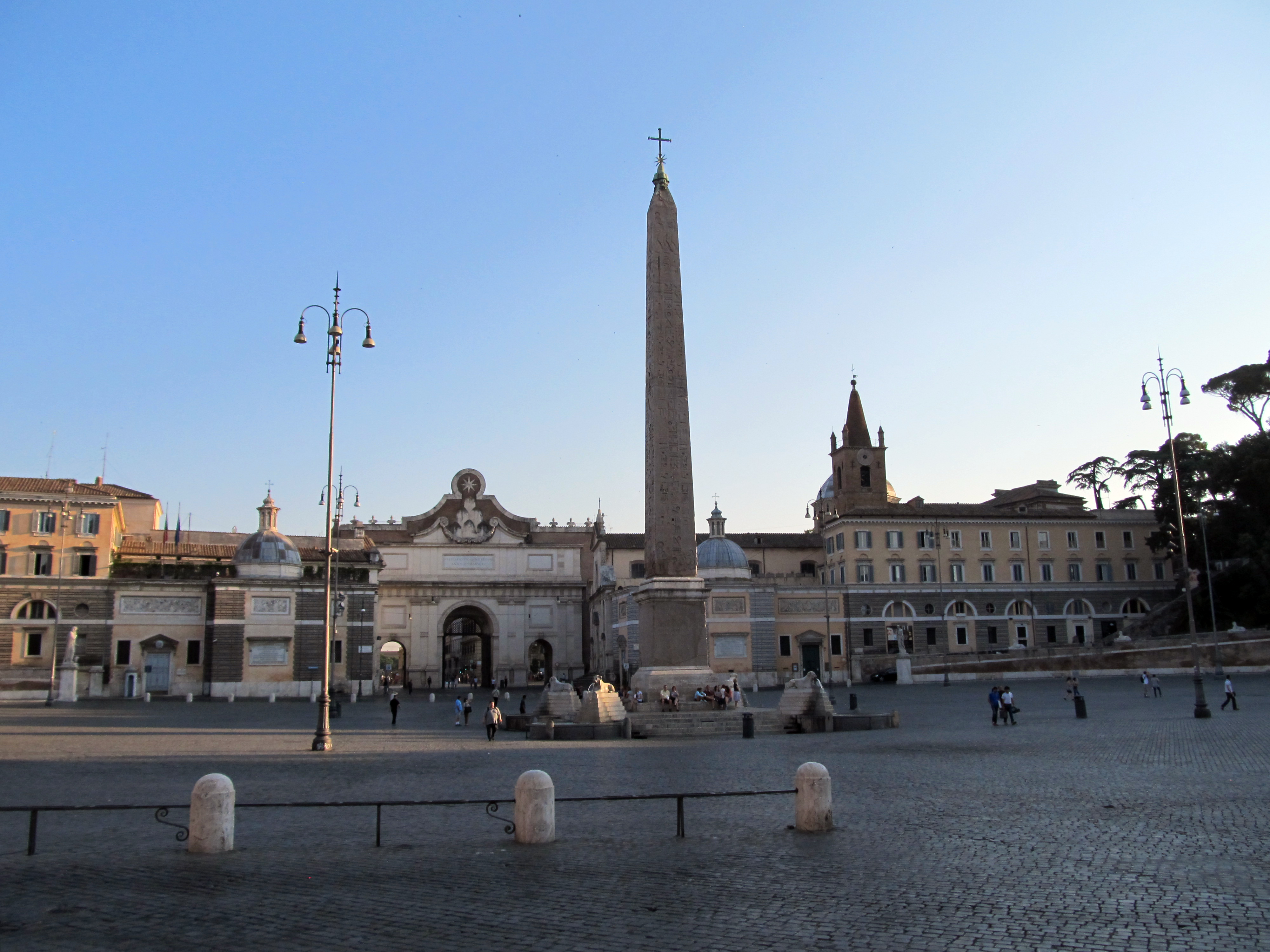
Пьяцца-дель-Пополо. Порта-дель-Пополо, церковь Санта-Мария-дель-Пополо (справа) и египетский обелиск. 2014 год

Пья́цца дель По́поло (итал. Piazza del Popolo — «Площадь народа») — площадь в Риме, от которой лучами расходятся на юг улицы Корсо (ведёт на пьяцца Венеция), Бабуино (на пьяцца ди Спанья) и Рипетта (на мавзолей Августа). Углы между улицами на южной стороне площади занимают схожие по своему облику «церкви-близнецы» Санта-Мария-дей-Мираколи (1681) и Санта-Мария-ин-Монтесанто (1679). Площадь имеет форму овала 100 × 165 м. С севера она ограничена одноимёнными воротами — Порта-дель-Пополо. В античности ворота были частью стены Аврелиана и назывались Фламиниевыми, потому что к северу от них начинается древняя Фламиниева дорога, по которой на протяжении столетий прибывала в Рим основная масса путников.
Этимология названия «Народная площадь» остаётся неясной. Существует две версии:
- Название площади происходит от тополиной рощи, прежде росшей у гробницы императора Нерона, умершего в 68 году н. э. Слова «тополь» (лат. populus) и «народ» являются в латинском языке омонимами. Эта версия исходит из легенды о том, что призрак императора Нерона посещает место своей гробницы по ночам.
- Более исторически вероятной считается версия, что папа Пасхалий II построил в том месте, у стены, капеллу на народные деньги (впоследствии, на ее месте была построена церковь Санта-Мария дель Пополо), что и дало потом название самой площади[1].

Обустройство будущей площади началось в XVII веке в соответствии с замыслом и по заказу папы Александра VII. В своём нынешнем виде ансамбль Пьяцца-дель-Пополо завершил в 1816—1824 годах архитектор Джузеппе Валадье. Он соединил площадь Наполеоновой лестницей со склоном холма Пинчио, за которым, в отдалении (по другую сторону Аврелиановой стены), простираются сады виллы Боргезе. В центре площади возвышается египетский обелиск высотой 23,91 м, надписи на котором восхваляют деяния фараона Рамсеса II. Этот обелиск, которому около трёх с половиной тысяч лет, был перенесён из Гелиополя в Рим по распоряжению Октавиана Августа в 10 г. до н. э. в качестве символа покорения Египта Римом. На протяжении столетий он стоял в Большом цирке. В связи с разрушением древнего Большого цирка, обелиск был перенесён к северным воротам Рима по указанию папы Сикста V в 1589 году, когда на этом месте была устроена площадь. Египетский обелиск сейчас окружают четыре фонтана в виде белых мраморных львов (являющиеся точной копией тех, что стоят на Капитолийском холме), ранее рядом с обелиском был другой фонтан. Помимо обелиска площадь украшают статуи, ростральные колонны и фонтаны работы Джованни Чеккарини (1822-23): фонтан Нептуна и фонтан Ромы по сторонам площади, а также фонтан Обелиска в её центре. Исторически до 1826 года Пьяцца-дель-Пополо являлась местом публичных казней.
Находящаяся на площади церковь Санта-Мария-дель-Пополо основана в 1099 году в качестве капеллы в память Первого крестового похода на народные пожертвования; выглядит она скромно, но внутри имеет торжественный интерьер, над которым трудились известные мастера эпохи Возрождения. В церкви имеются картины Караваджо, Пинтуриккьо, Карло Маратта.
В настоящее время площадь закрыта для автомобильного движения.

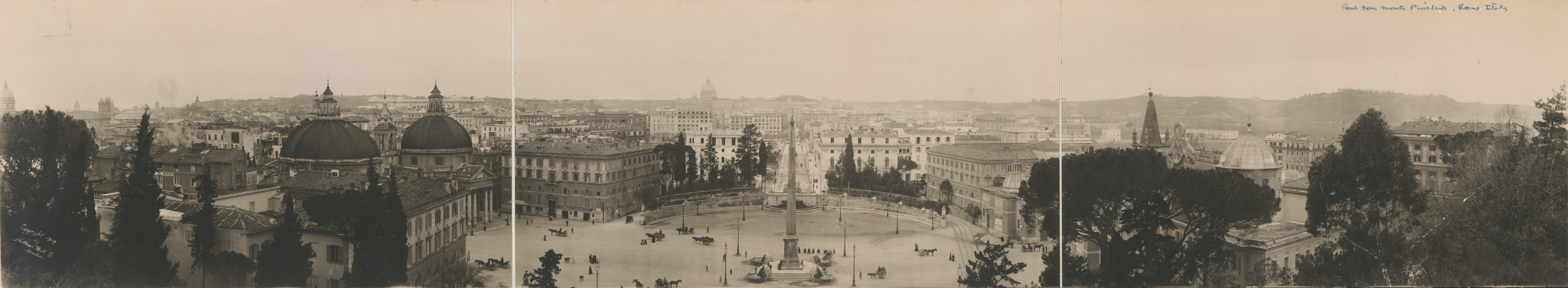
Рим. Панорама Пьяцца-дель-Пополо с холма Пинчио в самом начале XX века. Вид на запад на Ватикан.